# Alfredo Poveda
Alfredo Ernesto Poveda Burbano (ur. 24 stycznia 1926, zm. 7 czerwca 1990) – ekwadorski admirał i polityk.

## Życiorys
W latach 1973–1975 sprawował funkcję ministra spraw wewnętrznych, zaś w okresie 1975–1979 był naczelnym dowódcą sił zbrojnych. 
W 1976 dokonał wojskowego zamachu stanu, po którym objął urząd szefa junty rządzącej krajem (od 11 stycznia 1976 do 10 sierpnia 1979). Kiedy w 1979 Jaime Roldós Aguilera wygrał wybory prezydenckie, Poveda oddał mu władzę.